# 심멘탈

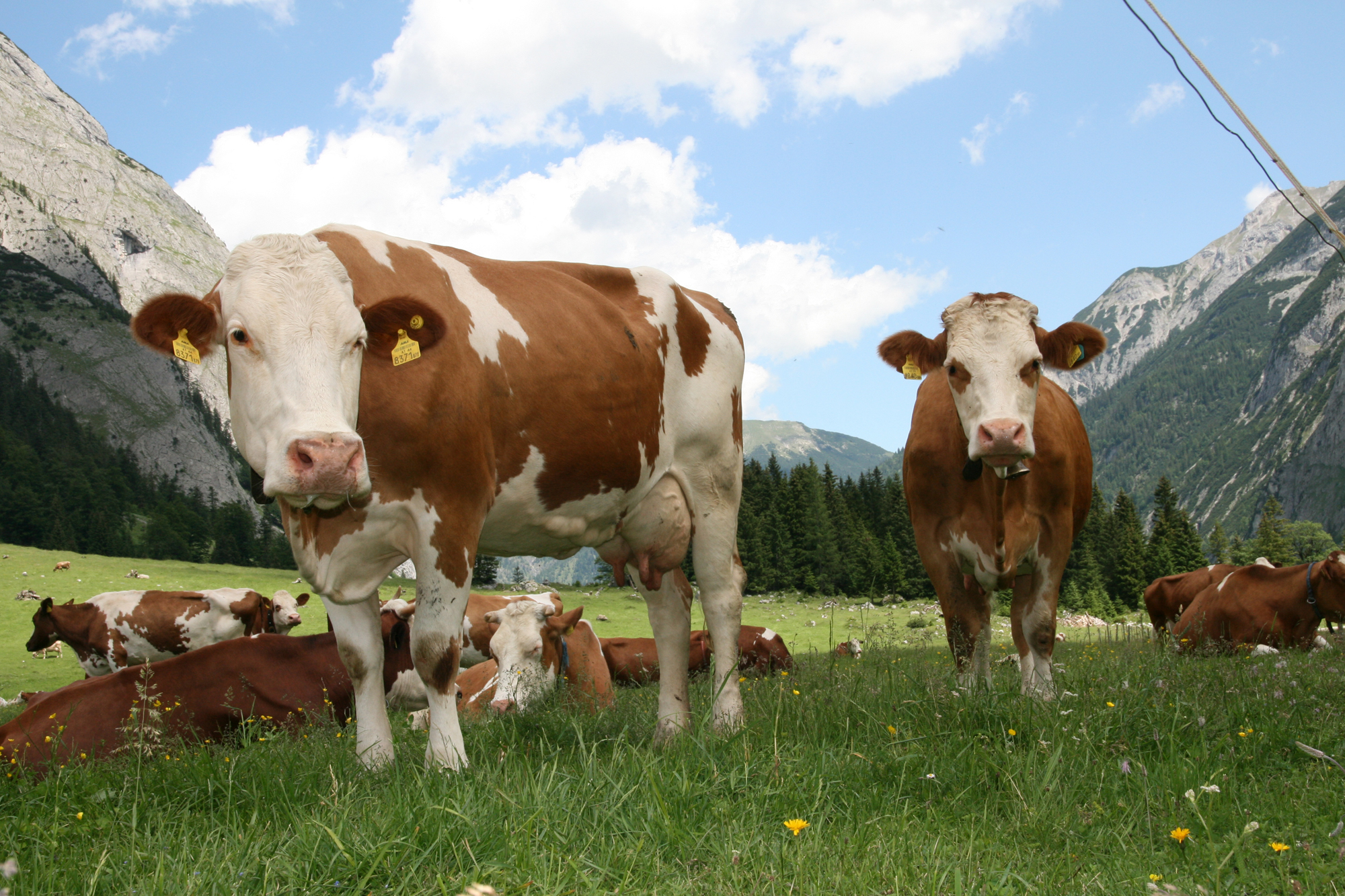

심멘탈(Simmental)소는 스위스의 지멘탈 계곡에서 이름을 따온 젖소용 및 육용 겸용 소이다. 흰색 무늬가 있는 붉은색을 띠며 우유와 고기 모두를 위해 사육된다.

## 특성

### 전통적인 방식
심멘탈은 역사적으로 유제품과 쇠고기, 초안 동물로 사용되었다. 충분한 먹이를 주면 새끼가 빠르게 성장하는 것으로 특히 유명하다. 심멘탈은 다른 어떤 품종보다 더 많은 이유 증가(성장)와 우유 생산량을 제공한다. 이것들은 또한 다른 품종에 비해 치아 병변의 빈도가 낮다.

### 아프리카
허드북에 검은색과 단색의 심멘탈을 허용하는 국가와 달리 나미비아와 남아프리카는 일반적인 색상(예: 진한 빨간색 또는 갈색에서 노란색까지 몸 전체에 어떤 패턴으로 퍼져 있고 이마에 최소한 흰색이 있는 심멘탈)만 등록한다. 하퇴부, 검은색 또는 붉은색의 동물은 등록되지 않았기 때문에 존재하지 않는다.